# Málta az 1996. évi nyári olimpiai játékokon
Málta az egyesült államokbeli Atlantában megrendezett 1996. évi nyári olimpiai játékok egyik részt vevő nemzete volt. Az országot az olimpián 5 sportágban 7 sportoló képviselte, akik érmet nem szereztek.

## Atlétika
Férfi
| Versenyző     | Versenyszám | Előfutam | Előfutam | Előfutam | Negyeddöntő | Negyeddöntő | Negyeddöntő | Elődöntő | Elődöntő | Elődöntő | Döntő   | Döntő    |
| Versenyző     | Versenyszám | Idő      | Hely.    | Össz.    | Idő         | Hely.       | Össz.       | Idő      | Hely.    | Össz.    | Idő     | Helyezés |
| ------------- | ----------- | -------- | -------- | -------- | ----------- | ----------- | ----------- | -------- | -------- | -------- | ------- | -------- |
| Mario Bonello | 100 m       | 10,89    | 8.       | 88.*     | kiesett     | kiesett     | kiesett     | kiesett  | kiesett  | kiesett  | kiesett | kiesett  |

Női
| Versenyző   | Versenyszám | Eredmény      | Helyezés      |
| ----------- | ----------- | ------------- | ------------- |
| Carol Galea | Maraton     | nem ért célba | nem ért célba |

## Cselgáncs
Női
| Versenyző   | Versenyszám | Selejtező         | 32-es főtábla                               | Nyolcaddöntő      | Negyeddöntő       | Elődöntő          | Vigaszág első kör       | Vigaszág negyeddöntő | Vigaszág elődöntő | Bronz- mérkőzés   | Döntő             | Helyezés |
| Versenyző   | Versenyszám | Ellenfél Eredmény | Ellenfél Eredmény                           | Ellenfél Eredmény | Ellenfél Eredmény | Ellenfél Eredmény | Ellenfél Eredmény       | Ellenfél Eredmény    | Ellenfél Eredmény | Ellenfél Eredmény | Ellenfél Eredmény | Helyezés |
| ----------- | ----------- | ----------------- | ------------------------------------------- | ----------------- | ----------------- | ----------------- | ----------------------- | -------------------- | ----------------- | ----------------- | ----------------- | -------- |
| Laurie Pace | Váltósúly   | erőnyerő          | Csong Szongszuk (Jeong Seong-Suk) (KOR) · V |                   |                   |                   | Susann Singer (GER) · V | kiesett              | kiesett           | kiesett           |                   | 13.      |

## Sportlövészet
Férfi
| Versenyző  | Versenyszám | Selejtező | Selejtező | Döntő   | Döntő    |
| Versenyző  | Versenyszám | Pont      | Helyezés  | Pont    | Helyezés |
| ---------- | ----------- | --------- | --------- | ------- | -------- |
| Frans Pace | Trap        | 119       | 20.*      | kiesett | kiesett  |
| Frans Pace | Dupla trap  | 121       | 32.       | kiesett | kiesett  |

* - tíz másik versenyzővel azonos eredményt ért el

## Úszás
Női
| Versenyző  | Versenyszám | Előfutam | Előfutam | Előfutam | Döntő   | Döntő   | Döntő   | Helyezés |
| Versenyző  | Versenyszám | Idő      | Hely.    | Össz.    | Típus   | Idő     | Hely.   | Helyezés |
| ---------- | ----------- | -------- | -------- | -------- | ------- | ------- | ------- | -------- |
| Gail Rizzo | 50 m gyors  | 28,43    | 4.       | 50.      | kiesett | kiesett | kiesett | kiesett  |
| Gail Rizzo | 100 m gyors | 1:02,19  | 8.       | 48.      | kiesett | kiesett | kiesett | kiesett  |
| Gail Rizzo | 100 m hát   | 1:07,61  | 2.       | 33.      | kiesett | kiesett | kiesett | kiesett  |

## Vitorlázás
Férfi
| Versenyző     | Versenyszám     | Futam | Futam | Futam | Futam | Futam | Futam | Futam | Futam | Futam | Pontszám | Helyezés |
| Versenyző     | Versenyszám     | 1     | 2     | 3     | 4     | 5     | 6     | 7     | 8     | 9     | Pontszám | Helyezés |
| ------------- | --------------- | ----- | ----- | ----- | ----- | ----- | ----- | ----- | ----- | ----- | -------- | -------- |
| Andrew Wilson | Szörfvitorlázás | (40)  | 37    | 31    | 32    | 30    | 27    | 32    | 36    | (39)  | 225,0    | 38.      |

Nyílt
| Versenyző   | Versenyszám | Futam | Futam | Futam | Futam | Futam | Futam | Futam | Futam | Futam | Futam | Futam | Pontszám | Helyezés |
| Versenyző   | Versenyszám | 1     | 2     | 3     | 4     | 5     | 6     | 7     | 8     | 9     | 10    | 11    | Pontszám | Helyezés |
| ----------- | ----------- | ----- | ----- | ----- | ----- | ----- | ----- | ----- | ----- | ----- | ----- | ----- | -------- | -------- |
| John Tabone | Laser       | 26    | 39    | 35    | 44    | (49)  | 42    | 33    | 38    | (46)  | 46    | 34    | 337,0    | 41.      |